# Elisa Longo Borghini
Elisa Longo Borghini   (Verbania, 10 de desembre de 1991) és una ciclista italiana, professional des del 2011, que corre a l'equip UAE Team ADQ.
Durant la seva carrera, Longo Borghini ha guanyat dues medalles de bronze als Jocs Olímpics, quedant tercera a la cursa en ruta de Rio de Janeiro i de Tòquio. També ha guanyat dues medalles de bronze a la mateixa prova dels Campionats del Món de ciclisme en ruta de 2012 i 2020, i una de plata (2022) i una altra de bronze (2021) a la contrarellotge per equips mixtos. A més, també ha guanyat un Giro d'Itàlia (2024), dos Tour de Flandes (2015 i 2024) i una París-Roubaix (el 2022), així com nou títols nacionals, sis en contrarellotge i tres en línia.

## Trajectòria

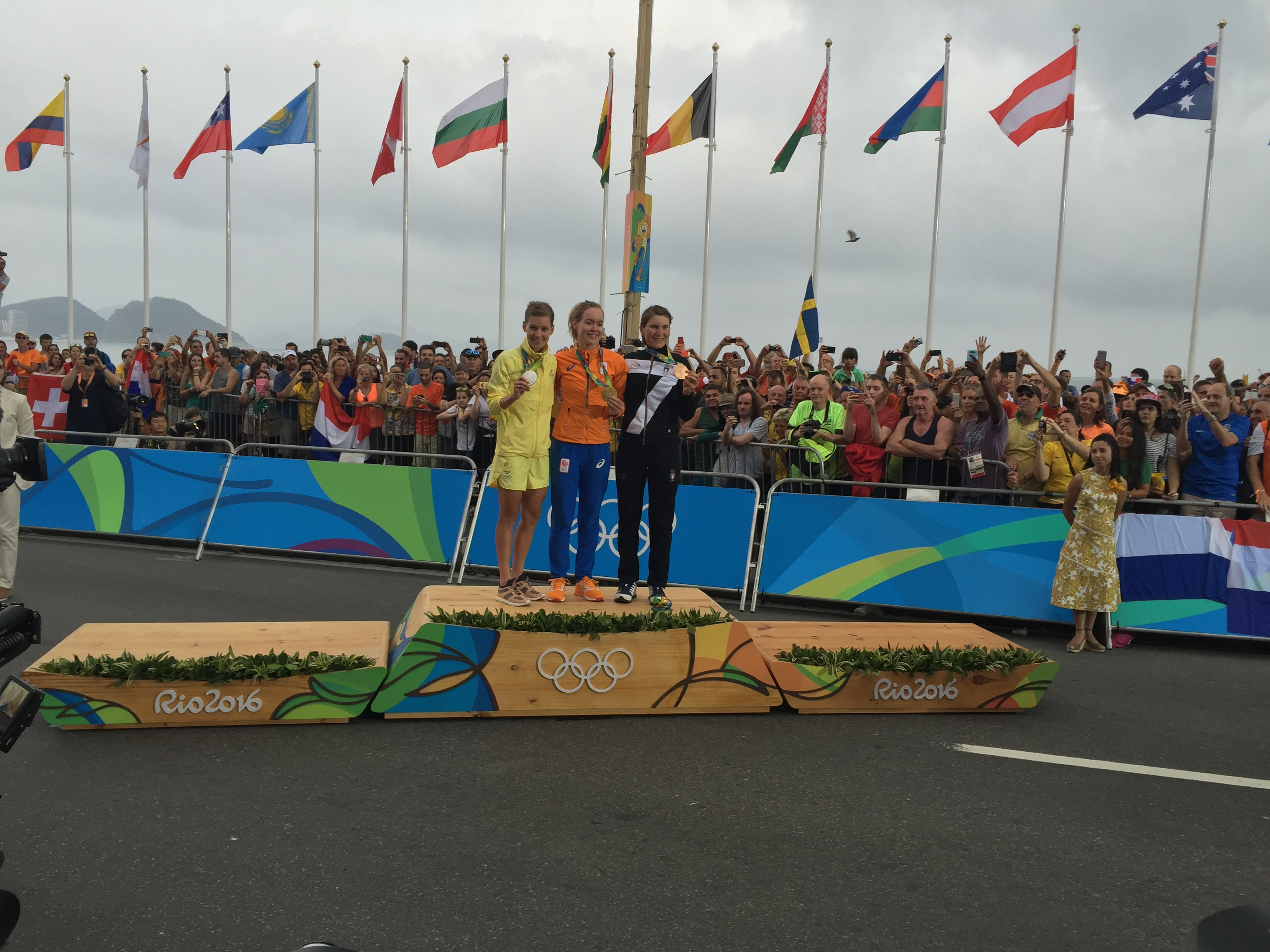
Longo Borghini durant la cerimònia d'entrega de medalles posterior a la cursa en línia dels Jocs Olímpics de Rio de Janeiro.

El primer equip ciclista d'Elisa Longo fou el Veneto-Trentina Cristoforetti-Cordioli, amb el qual va competir el 2010 com sub-21. L'any següent va fitxar pel Top Girls Fassa Bortolo, equip amb el qual va fer el debut a la categoria elit abans de tornar a canviar d'equip l'any següent, quan va començar un període de tres temporades (2012 - 2014) a la formació noruega Hitec Products-Mistral Home, on era dirigida per Emma Johansson.
Els seus primers èxits a la màxima categoria va ser justament el 2012, quan es va imposar a la Woman's Bike Race de Montignoso i a una etapa a la Thüringen Rundfahrt d'Alemanya. Aquella temporada també va guanyar el maillot blanc de la classificació de joves al Giro d'Itàlia, cursa que va acabar en la novena posició, i la medalla de bronze la prova de carretera dels campionats del món de Valkenburg. Acaba la temporada amb la victòria a la Norges Cup.
La temporada 2013 va guanyar el Trofeo Alfredo Binda-Comune di Cittiglio, la primera prova de la Copa del Món. Més tard, va quedar segona a la Fletxa Valona, una altra cursa de la Copa del Món, i a l'Emakumeen Euskal Bira -on va guanyar una etapa, i quarta al Tour de Flandes i al Giro del Trentino. A causa d'una lesió soferta mentre competia als campionats italians, no va poder prendre la sortida al Giro d'Itàlia.
Durant la primavera de 2014, Longo Borghini va quedar sisena al Trofeu Alfredo Binda, quarta a la Volta a Flandes i tercera a la Fletxa Valona. Posteriorment, es va proclamar campiona italiana de contrarellotge i, a l'estiu, va acabar en la cinquena posició al Giro d'Itàlia. Més tard, va guanyar dues etapes i la classificació final del Tour de Bretanya i una etapa i la general del Trofeu d'Or. El 30 de setembre va anunciar que l'any següent correria amb l'equip britànic Wiggle High5 Pro Cycling.
En la primera temporada amb el Wiggle va aconseguir la victòria en solitari al Tour de Flandes, el seu segon triomf a la Copa del Món. També va aconseguir bons resultats a la Strade Bianche (tercera) i al Trofeo Alfredo Binda (quarta). Entre juny i juliol va ser segona a la Clàssica Ciclista de Filadèlfia (també vàlida per a la Copa del Món) i als campionats nacionals de carretera, i vuitena i millor italiana del Giro d'Itàlia. A l'agost va guanyar dues etapes i la classificació final de la Route de France; va quedar quarta a la cursa en carretera dels campionats del món de Richmond i va tancar la temporada amb un triomf al Giro dell'Emilia.
El 2016 només aconsegueix un parell de victòries: els campionats italians de contrarellotge i el Giro dell'Emiia. A banda, a l'agost aconsegueix la medalla de bronze a la prova en línia dels Jocs Olímpics de Rio de Janeiro. També aconseguí imposar-se a la classificació de la muntanya del Giro d'Itàlia.
El 2017, Longo Borghini s'imposa a la Strade Bianche i als campionats italians de contrarellotge i en línia. Queda segona del Giro i tercera de La Course by Le Tour de France. L'any següent es proclama guanyadora de la prova en línia dels Jocs del Mediterrani celebrats a Tarragona i aconsegueix la tercera posició a la Strade Bianche. A l'agost, confirma que la temporada següent competiria amb el Trek-Segafredo, equip de nova creació.
En la primera temporada amb el seu nou equip, Longo Borghini aconsegueix la victòria a l'Emakumeen Bira, on també guanya la darrera etapa i les classificacions de punts i de la muntanya; guanya la contrarellotge del Postnord UCI WWT Vårgårda WestSweden i aconsegueix el segon lloc al Giro dell'Emilia.
La temporada del 2020 va estar marcada pel covid-19 i Longo Borghini no va debutar fins al juliol. L'inici de la campanya va ser esperançador: quarta a l'Emakumeen Nafarroako Klasikoa, segona a la Clàssica de Navarra, tercera a la Durango-Durango Emakumeen Saria, cinquena a la Strade Bianche, campiona italiana en contrarellotge, subcampiona europea en la cursa en línia i sisena a La Course by Le Tour de France. El seu bon estat de forma es va allargar al setembre, quan va aconseguir la tercera plaça al Giro d'Itàlia, on va guanyar dues etapes, i a la prova en línia dels campionats del món. Va tancar la temporada guanyant el campionat italià en línia i quedant segona a la Ceratizit Challenge by La Vuelta.
La segona temporada amb el Trek-Segafredo va començar amb una segona posició a la Strade Bianche i el triomf al Trofeo Alfredo Binda. A l'abril, va aconseguir tres tercers llocs a clàssiques primaverenques (Fletxa Valona, Lieja-Bastogne-Lieja i Clàssica de Navarra), seguit per un altre al maig al Gran Premi Ciutat d'Eibar. Al juny, es va imposar als campionats italians en línia i contrarellotge i, al juliol, va guanyar la medalla de bronze a la prova en línia dels Jocs Olímpics de Tòquio. Més tard, es va imposar al GP de Plouay i va quedar tercera a la primera edició de la París-Roubaix femenina, guanyada per la seva companya d'equip Lizzie Deignan.
El 2022 va aconseguir la seva primera victòria en un monument, en imposar-se en solitari a la París-Roubaix. Al juny, es va imposar al The Women's Tour britànic, on també va guanyar una etapa, i va revalidar el títol nacional italià contrarellotge. Al juliol, va quedar quarta al Giro i sisena a la primera edició del Tour de França femení i va acabar la temporada amb la segona plaça a la Ceratizit Challenge by La Vuelta, on va guanyar la contrarellotge per equips de la primera etapa, els triomfs al Giro dell'Emilia i a la Tre Valli Varesine i el tercer lloc al Tour de Romandia.
La temporada 2023, encara al Trek-Segafredo, va començar amb triomf a la general i a una etapa a la primera edició de l'UAE Tour femení.

## Vida personal
La seva mare, Guidina Dal Sasso, fou una esquiadora de fons professional; el seu germà gran, Paolo Longo Borghini, també fou ciclista professional entre el 2004 i el 2014. Té una relació sentimental amb el també ciclista professional Jacopo Mosca, qui corre pel Trek-Segafredo masculí.

## Palmarès
- 2012
  - Vencedora d'una etapa a la Volta a Turíngia i  de la classificació de joves i  de la muntanya
  -  Medalla de bronze en la cursa en ruta al Campionat del món de ciclisme
  -  1a a la classificació de joves del Giro d'Itàlia
- 2013
  - 1a al Trofeu Alfredo Binda
  - Vencedora d'una etapa a l'Emakumeen Euskal Bira i  de la classificació de la muntanya
- 2014
  -  Campiona d'Itàlia en contrarellotge
  -  1a al Tour de Bretanya, vencedora de 2 etapes i  de la classificació de la muntanya
  -  1a al Trofeu d'Or, vencedora d'una etapa i  de la classificació de la muntanya
- 2015
  - 1a al Tour de Flandes
  -  1a a la Ruta de França i vencedora de 2 etapes
  - 1a al Giro de l'Emília
- 2016
  -  Campiona d'Itàlia en contrarellotge
  - 1a al Giro de l'Emília
  -  Campiona de la classificació de muntanya del Giro d'Itàlia
  -  Medalla de bronze als Jocs Olímpics de Rio de Janeiro en la cursa en línia
- 2017
  -  Campiona d'Itàlia en ruta
  -  Campiona d'Itàlia en contrarellotge
  - 1a a la Strade Bianche
- 2018
  -  Medalla d'or en la prova en ruta dels Jocs del Mediterrani
  -  Campiona de la classificació de la muntanya del Giro d'Itàlia
- 2019
  -  1a a l'Emakumeen Euskal Bira, vencedora d'una etapa i  de les classificacions de la muntanya i  de punts
- 2020
  -  Campiona d'Itàlia en ruta
  -  Campiona d'Itàlia en contrarellotge
  - Vencedora de dues etapes al Giro d'Itàlia
  -  Medalla d'argent en la cursa en ruta al Campionat europeu de ciclisme
  -  Medalla de bronze en la cursa en ruta al Campionat del món de ciclisme
- 2021
  -  Campiona d'Itàlia en ruta
  -  Campiona d'Itàlia en contrarellotge
  - 1a al Trofeu Alfredo Binda-Comune di Cittiglio
  - 1a al GP de Plouay
  -  1a a la contrarellotge en equips mixtos al Campionat europeu de ciclisme
  -  Medalla de bronze als Jocs Olímpics de Tòquio en la cursa en línia
  - Vencedora d'una etapa al Giro d'Itàlia
- 2022
  -  Campiona d'Itàlia en contrarellotge
  - 1a a la Paris-Roubaix Femmes
  -  1a al The Women's Tour i vencedora d'una etapa
  - 1a al Giro de l'Emília
  - 1a a la Tre Valli Varesine
  -  Medalla d'argent a la contrarellotge per equips mixta dels Campionats del món de ciclisme
- 2023
  -  Campiona d'Itàlia en ruta
  -  Campiona d'Itàlia en contrarellotge
  -  1a a l'UAE Tour i vencedora d'una etapa
  - Vencedora d'una etapa del Giro d'Itàlia
- 2024
  -  Campiona d'Itàlia en ruta
  - 1a al Trofeu Oro in Euro
  - 1a al Tour de Flandes
  - 1a a la Fletxa Brabançona
  -  1a al Giro d'Itàlia i vencedora d'una etapa
  - 1a al Giro de l'Emília
- 2025
  -  Campiona d'Itàlia en ruta
  -  1a a l'UAE Tour i vencedora d'una etapa
  - 1a a l'A través de Flandes
  - 1a a la Fletxa Brabançona
  -  1a al Giro d'Itàlia

### Resultats a les grans Voltes

#### Giro d'Itàlia
- 2011: 18a posició
- 2012: 9a posició
- 2014: 5a posició
- 2015: 8a posició
- 2016: 11a posició, guanyadora de la classificació de la muntanya
- 2017: 2a posició
- 2018: 10a posició
- 2019: 8a posició
- 2020: 3a posició i guanyadora de la 8a etapa
- 2021: 14a posició
- 2022: 4a posició
- 2023: no surt a la 6a etapa, guanyadora de la 4a etapa
- 2024:  1a posició i vencedora de la 1a etapa.
- 2025:  1a posició

#### Tour de França
- 2022: 6a posició
- 2023: no surt a la 7a etapa
- 2025: no surt a la 3a etapa

#### Volta a Espanya
- 2024: 3a posició